# Dicranosepsis trichordis
Dicranosepsis trichordis är en tvåvingeart som beskrevs av Iwasa 1994. Dicranosepsis trichordis ingår i släktet Dicranosepsis och familjen svängflugor.
Artens utbredningsområde är Nepal. Inga underarter finns listade i Catalogue of Life.